# John Arnold (directeur de la photographie)
Pour les articles homonymes, voir John Arnold (homonymie) et Arnold.

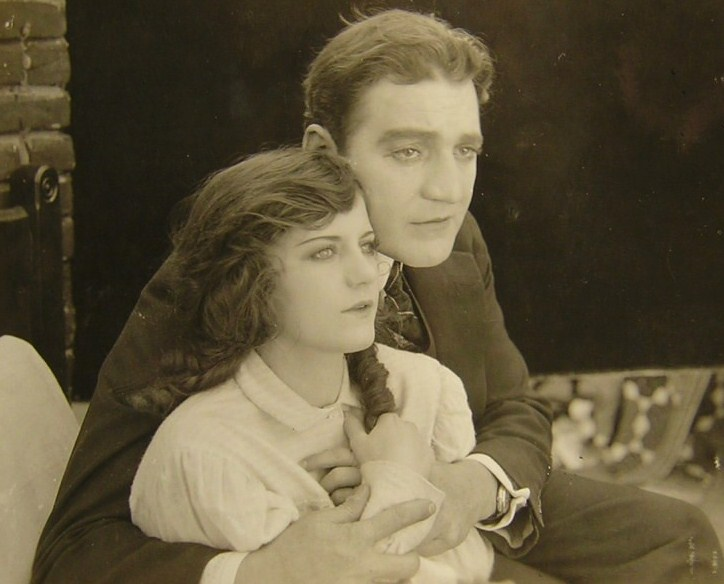
A Weaver of Dreams (1918) :
Viola Dana et Clifford Bruce

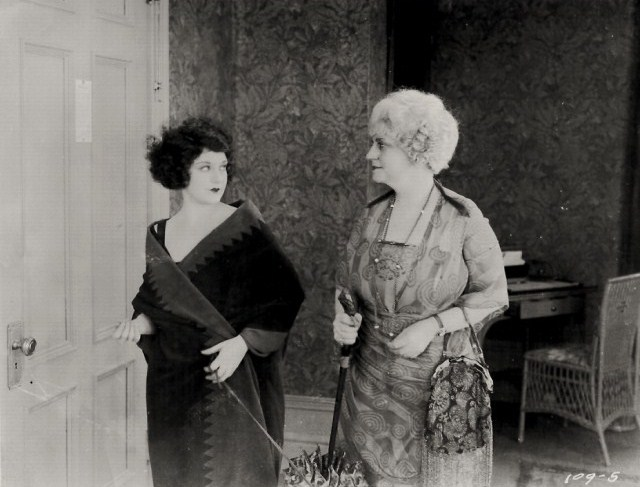
The Match-Breaker (1921) :
Viola Dana et Julia Calhoun

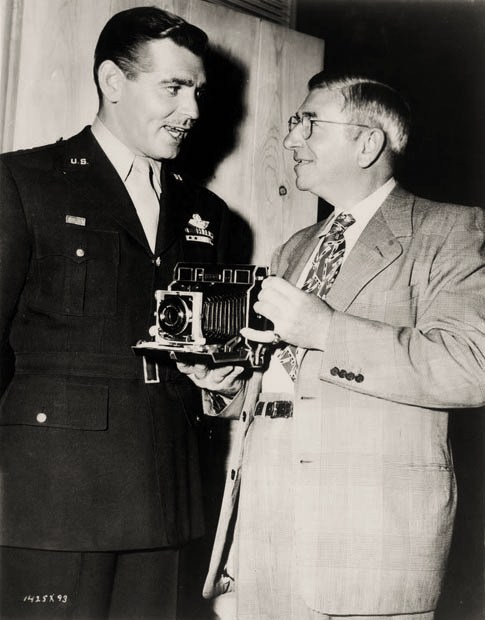
Comme chef du département caméra, avec Clark Gable, sur le tournage de Tragique Décision (1948)

John (Charles) Arnold, né le 16 novembre 1889 à New York (État de New York), mort le 11 janvier 1964 à Palm Springs (Californie), est un directeur de la photographie américain, membre de l'ASC.

## Biographie
John Arnold débute comme chef opérateur en 1914 et, à ce titre, contribue à quatre-vingt-six films muets américains jusqu'en 1928. Cinquante-quatre d'entre eux, de 1915 à 1924, ont pour vedette Viola Dana (le dernier est Une femme d'affaires d'Edward F. Cline, avec Tully Marshall).
Les deux seuls films parlants (musicaux) dont il dirige les prises de vues sont Broadway Melody (avec Anita Page et Bessie Love) de Harry Beaumont et Hollywood chante et danse de Charles Reisner, tous deux sortis en 1929.
De 1917 jusqu'à la fin de sa carrière, John Arnold travaille au sein de la Metro-Goldwyn-Mayer (la Metro Pictures Corporation avant 1924). De 1931 à 1956 (année où il se retire), il y exerce exclusivement des responsabilités au département caméra (déjà à partir de 1925), dans le choix des équipements et des chefs opérateurs, pour l'ensemble des productions du studio.
Parmi ses autres films notables comme directeur de la photographie, mentionnons La Grande Parade (1925, avec John Gilbert et Renée Adorée) et Mirages (1928, avec Marion Davies et William Haines), tous deux réalisés par King Vidor, La Morsure de Tod Browning (1927, à nouveau avec le couple Gilbert-Adorée), ou encore Le Vent de Victor Sjöström (1928, avec Lillian Gish et Lars Hanson).
Membre de l'American Society of Cinematographers (ASC), John Arnold en est le président de 1931 à 1937, puis de 1939 à 1941.

## Filmographie partielle

### Comme directeur de la photographie
- 1917 : The Barricade de Edwin Carewe
- 1917 : His Father's Son de George D. Baker
- 1918 : Rêve brisé (A Weaver of Dreams) de John H. Collins
- 1918 : Breakers Ahead de Charles Brabin
- 1918 : Anita (The Only Road) de Frank Reicher
- 1919 : The Parisian Tigress de Herbert Blaché
- 1919 : The Microbe de Henry Otto
- 1919 : False Evidence de Edwin Carewe
- 1920 : Cinderella's Twin de Dallas M. Fitzgerald
- 1920 : La Légende du saule (The Willow Tree) de Henry Otto
- 1921 : There are No Villains de Bayard Veiller
- 1921 : The Match-Breaker de Dallas M. Fitzgerald
- 1922 : Fourteenth Lover de Harry Beaumont
- 1922 : Love in the Dark de Harry Beaumont
- 1923 : L'Escapade (Crinoline and Romance) de Harry Beaumont
- 1923 : The Social Code d'Oscar Apfel
- 1923 : The Fog de Paul Powell
- 1923 : Her Fatal Millions de William Beaudine
- 1923 : In Search of a Thrill de Oscar Apfel
- 1923 : A Noise in Newboro de Harry Beaumont
- 1924 : The Beauty Prize de Lloyd Ingraham
- 1924 : La Femme de Don Juan (The Wife of the Centaur) de King Vidor
- 1924 : Une femme d'affaires (Along Came Ruth) de Edward Cline
- 1924 : Don't Doubt Your Husband de Harry Beaumont
- 1924 : Revelation de George D. Baker
- 1924 : The Heart Bandit (en) d'Oscar Apfel
- 1924 : Sinners in Silk d'Hobart Henley
- 1925 : Sun-Up d'Edmund Goulding
- 1925 : Bright Lights de Robert Z. Leonard
- 1925 : Fraternité (Proud Flesh) de King Vidor
- 1925 : Poupées de théâtre (Sally, Irene and Mary) d'Edmund Goulding
- 1925 : The Way of a Girl de Robert G. Vignola
- 1925 : La Grande Parade (The Big Parade) de King Vidor
- 1926 : Dance Madness de Robert Z. Leonard
- 1926 : Une femme aux enchères (The Auction Block) de Hobart Henley
- 1926 : Love's Blindness de John Francis Dillon
- 1926 : Paris d'Edmund Goulding
- 1927 : Heaven on Earth (en) de Phil Rosen
- 1927 : Le Dernier Refuge (The Understanding Heart) de Jack Conway
- 1927 : La Morsure (The Show) de Tod Browning
- 1927 : Monsieur Wu (Mr. Wu) de William Nigh
- 1927 : La Vendeuse des galeries (Becky) de John P. McCarthy
- 1928 : The Garden of Eden de Lewis Milestone
- 1928 : Le Vent (The Wind) de Victor Sjöström
- 1928 : Mirages (Show People) de King Vidor
- 1928 : The Cardboard Lover de Robert Z. Leonard
- 1928 : Detectives de Chester M. Franklin
- 1928 : Rose-Marie de Lucien Hubbard
- 1929 : Broadway Melody (The Broadway Melody) de Harry Beaumont
- 1929 : Hollywood chante et danse (The Hollywood Revue of 1929) de Charles Reisner